# Sceptic
Sceptic – polska grupa muzyczna wykonująca technical death metal. Powstała w 1994 roku w Krakowie. 
Do 2022 roku ukazało się pięć albumów studyjnych zespołu, pozytywnie ocenianych zarówno przez krytyków jak i publiczność. Formacja pomimo częstych zmian składu wypracowała rozpoznawalne brzmienie inspirowane dokonaniami amerykańskiego zespołu Death. Grupie przewodzi gitarzysta Jacek Hiro, który pozostaje jedynym członkiem oryginalnego składu.

## Historia
Zespół powstał w 1994 roku w Krakowie początkowo pod nazwą Tormentor z inicjatywy gitarzystów Jacka Hiro i Dariusza Stycznia oraz perkusisty Macieja Zięby. Rok później, funkcjonując już jako Sceptic, grupę opuścił Dariusz Styczeń, którego zastąpił Jacek Mrożek, niedługo potem do zespołu dołączył wokalista Arkadiusz Stawiarski. W uzupełnionym o wokalistę składzie w 1996 roku grupa zarejestrowała pierwsze demo pt. Demo'96. Po nagraniach z grupy odszedł Stawiarski, którego rolę przejął Mrożek. Tego samego roku do zespołu dołączył basista Paweł Kolasa związany z Atrophia Red Sun, z którym w składzie zespół nagrał drugie demo pt. Beyond Reality. 
Po nagraniach z grupy odeszli Jacek Mrożek i Maciek Zięba. W ich miejsce do grupy dołączyli wokalista Marcin Urbaś i znany z grupy Atrophia Red Sun perkusista Jakub Kogut. W nowym składzie zespół zrealizował trzecie już wydawnictwo zatytułowane Demo'98. Kilka miesięcy później do grupy dołączył drugi gitarzysta Czesław Semla, z którym na przełomie stycznia i lutego 1999 nagrała debiutancki album pt. Blind Existence. Wydawnictwo ukazało się tego samego roku nakładem Mystic Production. Również w 1999 roku grupa wystąpiła na festiwalu Thrash'em All poprzedzając m.in. Vader, Christ Agony i Yattering. Podczas koncertu w roli wokalisty wystąpił Adrian "Covan" Kowanek, znany z występów w Atrophia Red Sun.
W lutym 2000 roku z zespołu odszedł Jakub Kogut, na którego miejsce powrócił współzałożyciel grupy Maciej Zięba oraz Marcin Urbaś, który zdecydował się na rozwój kariery sportowej. Urbasia zastąpił znany z grupy Thy Disease wokalista Michał "Psycho" Senajko. Pod koniec roku 2000 w olsztyńskim Selani Studio zespół rozpoczął pracę na drugim albumem pt. Pathetic Being. Nagrania ukazały się w 2001 roku nakładem Empire Records. W ramach promocji do utworu "Pathetic Being" został zrealizowany teledysk, który wyreżyserował Adam Kuc. W lutym tego samego roku nowym wokalistą został znany z grupy Crionics Michał Skotniczny, który zastąpił Senajko. W sierpniu z grupy odszedł Czesław Semla, którego zastąpił Rafał Kastory z zespołu Atrophia Red Sun. W listopadzie 2001 roku z zespołu odszedł Maciej Zięba oraz niedługo potem Paweł Kolasa, którego zastąpił Grzegorz Feliks znany z grupy Atrophia Red Sun. 
W lutym 2002 roku odbył się ostatni koncert z Kastorym i Ziębą w składzie. Na stanowisko perkusisty do grupy przyjęty został Jakub Chmura, w roli drugiego gitarzysty występował natomiast Michał Skotniczny. W 2003 roku Skotniczny opuścił zespół, a obowiązki wokalisty ponownie objął Marcin Urbaś. W odświeżonym składzie w lipcu tego samego roku w białostockim Hertz Studio formacja nagrała trzecią płytę roboczo zatytułowaną III. Wydawnictwo ostatecznie pt. Unbeliever’s Script ukazało się 25 września 2003 ponownie nakładem Empire Records. Płyta była promowana podczas koncertów z gościnnym udziałem wokalistki Weroniki Zbieg znanej z grupy Totem, zastępującej Urbasia. W 2004 roku zespół dał szereg koncertów w Polsce w ramach Empire Invasion Tour 2004 wraz z grupami Dies Irae, Trauma i Shadows Land.
W sierpniu 2005 roku z zespołu odszedł basista grupy Grzegorz Feliks, którego zastąpił Marcin Halerz, basista znany z występów w grupach Infernal Maze oraz Sourreal. Z kolei stanowisko wokalistki oficjalnie objęła Weronika Zbieg. Na przełomie września i października w olsztyńskim Studio X grupa rozpoczęła prace nad czwartym albumem studyjnym. Płyta zatytułowana Internal Complexity ukazała się 9 grudnia tego samego roku nakładem wytwórni muzycznej Mystic Production. Na płycie umieszczono pliki mp3 z alternatywną edycją albumu z partiami wokalnymi w wykonaniu Marcina Urbasia, który napisał również wszystkie teksty. W ramach promocji do utworu "Suddenly Awaken" został zrealizowany teledysk w reżyserii Marcina Halerza. Na przełomie września i października 2006 roku grupa wzięła udział w Rat Race Tour 2006. W trasie uczestniczyły ponadto zespoły Virgin Snatch, Thy Disease oraz Rasta. W 2008 roku z zespołu odszedł Halerz, którego zastąpił Paweł Kolasa. Skład uzupełnił także drugi gitarzysta - Wacław "Vogg" Kiełtyka. Muzyk występował z zespołem podczas sporadycznych koncertów do 2010 roku. Tego samego roku Kiełtykę zastąpił Daniel Kesler, członek formacji Redemptor. W międzyczasie Sceptic opuścił perkusista Jakub Chmura, którego zastąpił Jakub Kogut.

## Muzycy
Źródło.
| Obecny skład zespołu - Marcin Urbaś – śpiew (1998-2000, 2003-2004, 2005, od 2022) - Jacek Hiro – gitara (od 1994) - Paweł Kolasa – gitara basowa (1996-2001, od 2008) - Jakub Kogut – perkusja (1998-2000, 2010-2015, od 2019) Muzycy koncertowi - Adrian Kowanek – śpiew (1999) - Michał Skotniczny – śpiew, gitara (2001-2003) - Dariusz Styczeń – gitara (1994-1995) - Rafał "Kastor" Kastory – gitara (2001-2002) |  | Byli członkowie zespołu - Maciej Zięba – perkusja (1994-1998, 2000-2002) - Jacek Mrożek – śpiew, gitara (1995-1997) - Arkadiusz Stawiarski – śpiew (1995-1998) - Czesław Semla – gitara (1998-2001) - Michał "Psycho" Senajko – śpiew (2000-2001) - Grzegorz Feliks – gitara basowa (2001-2005) - Jakub "Cloud" Chmura – perkusja (2002-2010) - Weronika Zbieg – śpiew (2004-2021) - Marcin Halerz – gitara basowa (2005-2008) - Wacław "Vogg" Kiełtyka – gitara (2008-2010) - Daniel Kesler – gitara (2010-?) - James Stewart – perkusja (2015-2019) |

## Dyskografia
| Albumy studyjne - Blind Existence (1999, Mystic Production) - Pathetic Being (2001, Empire Records) - Unbeliever’s Script (2003, Candlelight Records) - Internal Complexity (2005, Mystic Production) - Nailed To Ignorance (2022, Szataniec) |  | Dema - Demo'96 (1996, wydanie własne) - Beyond Reality (1997, wydanie własne) - Demo'98 (1998, wydanie własne) - Nailed To Ignorance (2015, wydanie własne) |

## Teledyski
| Rok  | Tytuł                | Reżyseria/Realizacja    | Album               |
| ---- | -------------------- | ----------------------- | ------------------- |
| 1999 | "Beyond Reality"     | Adam Kuc, Selani Studio | Blind Existence     |
| 1999 | "Painful Silence"    | Adam Kuc, Selani Studio | Blind Existence     |
| 2001 | "Pathetic Being"     | Adam Kuc, Selani Studio | Pathetic Being      |
| 2003 | "Illusion Possessor" | Adam Kuc, Selani Studio | Unbeliever’s Script |
| 2005 | "Suddenly Awaken"    | Marcin Halerz           | Internal Complexity |
| 2022 | "All I Can Devour"   | Marcin Halerz           | Nailed to Ignorance |